# Eskoleia Uligama
Eskoleia Uligama var en kyrka vid Norra Yxesjön i Järnskogs socken längs pilgrimsleden till Nidaros. Kyrkan skall ha varit byggd av tjärstruket resvirke, varit liten till storlek och haft björnskinn till altartavla. Gården på "Fjällbu", idag Fjällboda, ungefär en kilometer söder ut var prästgård. Sista prästen verksam på Eskoleia ska ha kallats för Kopparbenten, för att han hade kopparbeslaget träben. 
Idag hålls friluftsgudstjänster här årligen vid det träkors som uppförts på senare tid.

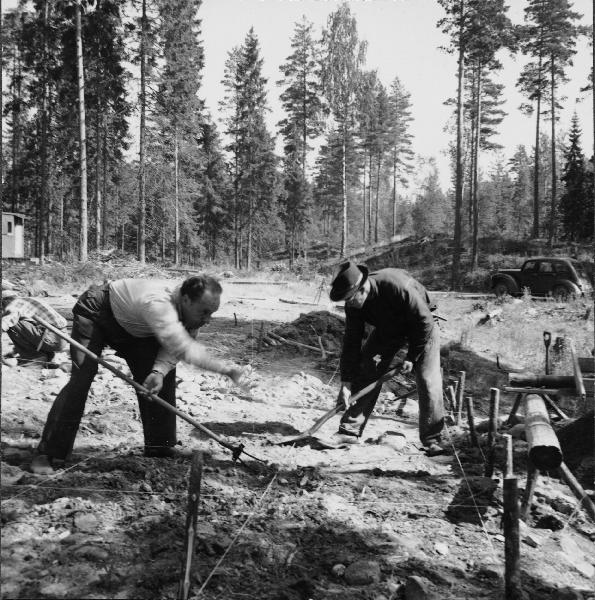
Utgrävning efter kyrkan vid Yxsjölinna 1955

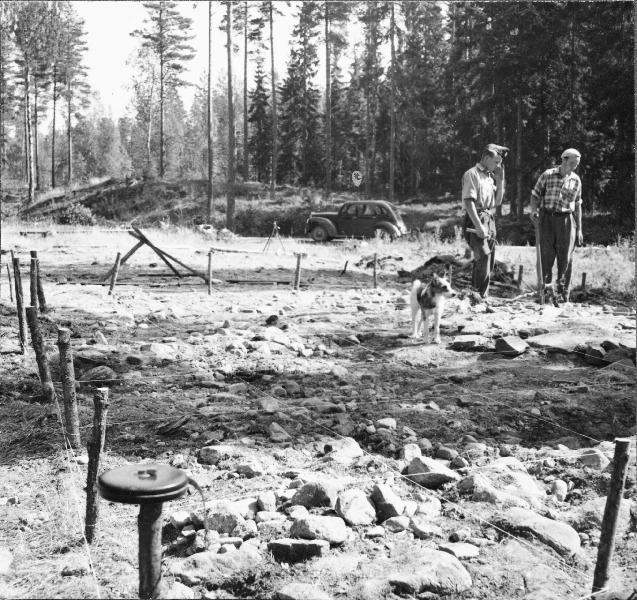
Utgrävning efter kyrkan vid Yxsjölinna 1955